# Nguyễn Hữu Anh Tài
Nguyễn Hữu Anh Tài (sinh ngày 28 tháng 2 năm 1996) là một cầu thủ bóng đá chuyên nghiệp người Việt Nam hiện đang chơi tại vị trí hậu vệ cho câu lạc bộ Công An Nhân Dân theo dạng cho mượn từ Hoàng Anh Gia Lai.
Năm 2017, anh từng sang Hàn Quốc thi đấu cho câu lạc bộ Uijeongbu tại giải K-League 3 theo dạng cho mượn.

## Danh hiệu

### Câu lạc bộ
Công An Nhân Dân (mượn)
- V.League 2:  2022